# Station Saint-Riquier
Station Saint-Riquier is een voormalig treinstation gelegen op het grondgebied van de gemeente Saint-Riquier, in het departement Somme in de regio Hauts-de-France . Het station lag aan een opgeheven deel van de  lijn van Fives naar Abbeville.
Het station werd in 1879 in gebruik genomen door de Compagnie du Nord, voordat het in 1989 definitief werd gesloten door de Société Nationale des Chemins de Fer Français (SNCF). De laatste passagierstrein kwam op 18 december 1956 voorbij. Het reizigersgebouw is in 2014 gesloopt, de goederenhal bestaat echter nog. Het spoortracé is een fietspad geworden.

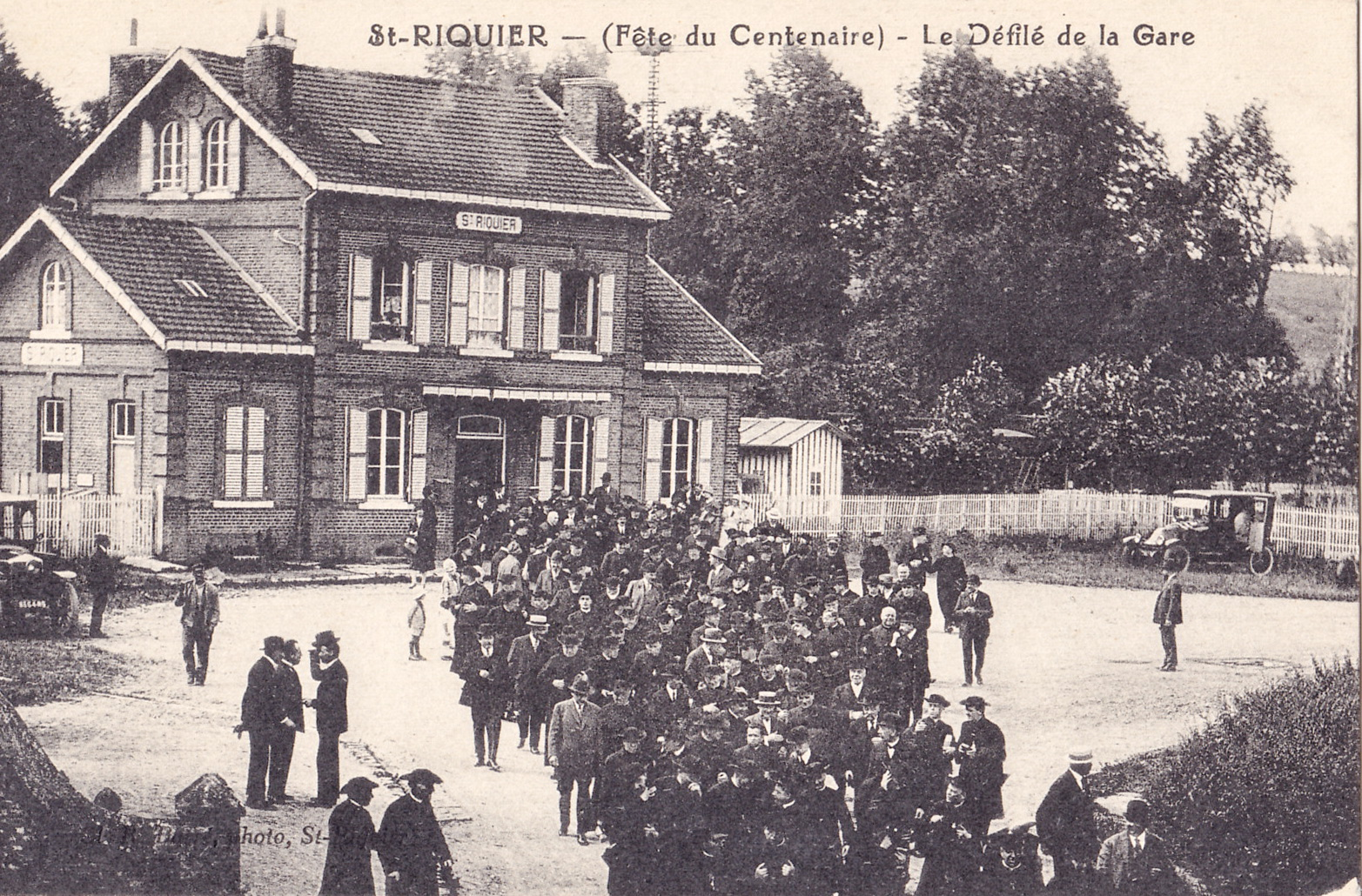
Het station tijdens een viering van de revolutie, ergens voor de Eerste Wereldoorlog.